# Stefan van Maurik
Stefan van Maurik is een Nederlandse muzikant, songwriter, gitarist en zanger. 

## Loopbaan
Stefan van Maurik treedt, vaak met zijn vrouw Lydia van Maurik, op in diverse bands, waaronder de Utrechtse Shoegaze-band Eins, Zwei Orchestra, het internationale emocore-collectief The Spirit That Guides Us, de indiepop-band People Get Ready en het gelegenheidscollectief How to throw a Christmas party. Eerder was hij de frontman van Grote Prijs-winnaar Satellite7 en Jodi's Doorstep. In 2012 werd hij door 3VOOR12 genomineerd voor de titel 'beste Utrechtse artiest'.